# Darius und Girėnas

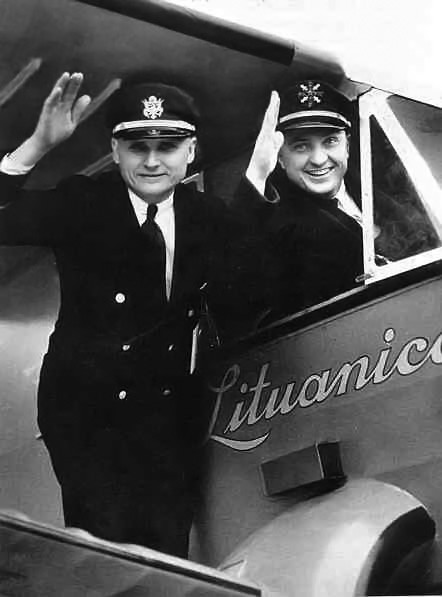
S.Darius und S.Girėnas (1933)

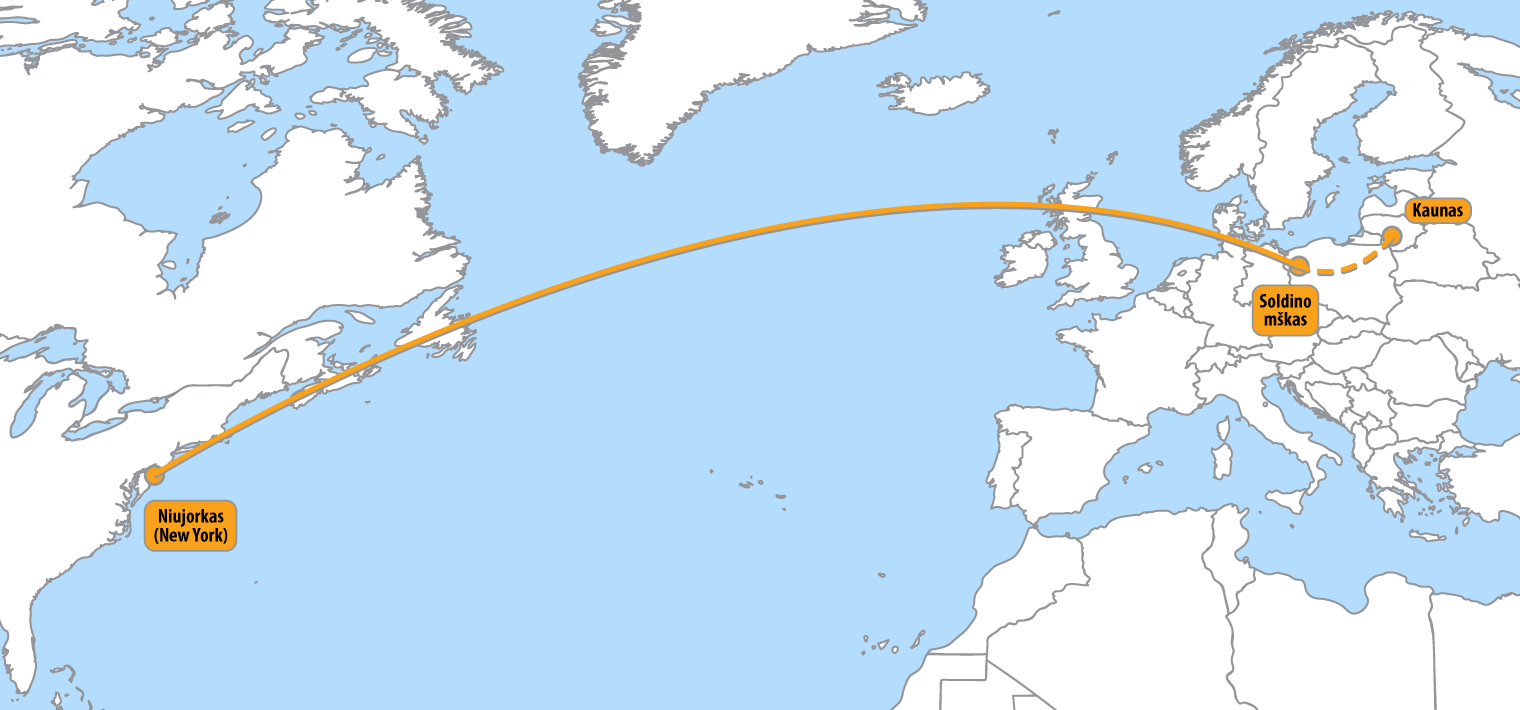
Flugroute der Lituanica

Steponas Darius (* 1896; † 1933) und Stasys Girėnas (* 1893; † 1933) waren litauische Piloten mit US-Staatsangehörigkeit, die nonstop den Atlantik überquerten.
Ihr Flug ging in die Geschichte der Luftfahrt ein und sein tragisches Ende bewegte damals die Welt und insbesondere das litauische Volk. Ihrem Plan folgend starteten sie am 15. Juli 1933 von New York aus über den Atlantischen Ozean, um in Litauen nach insgesamt 7.186 Kilometern in Kaunas zu landen. Nach 6.411 km und 37 Stunden 11 Minuten in der Luft stürzte ihre Maschine jedoch aus nie geklärten Gründen ab.
Hinsichtlich der zurückgelegten Strecke war ihr Flug nach Russell Boardman und John Polando (New York–Istanbul, 1931) der zweitlängste Nonstop-Flug und hinsichtlich der Flugdauer der viertlängste der damaligen Zeit. Obwohl Steponas Darius und Stasys Girėnas keine Navigationsausrüstung außer einem Kompass hatten und unter ungünstigen Wetterbedingungen flogen, war ihr Flug navigatorisch einer der genauesten dieser Zeit.

## Flug
Am 18. Juni 1932 erwarben Darius und Girėnas eine gebrauchte Maschine vom Typ Bellanca CH-300 Pacemaker, Seriennummer 137, Model Nr. Nc-688 E, die als Sechssitzer ausgelegt war. Das Flugzeug wurde in der Werkstatt von E. M. Laird umgebaut. Neue, längere Flügel wurden ebenso wie ein längeres Höhenleitwerk und aerodynamische Radverkleidungen angebracht. Der Rumpf bekam einen neuen textilen Überzug.
Um für den geplanten Langstreckenflug gerüstet zu sein, wurden außerdem zwei zusätzliche Benzinbehälter mit einer Kapazität von 833 und 700 Litern (220 bzw. 185 US-Gallonen) in den Rumpf eingebaut. Zudem verfügten die Flügel über zwei Benzintanks mit jeweils 333 Litern (88 US-Gallonen) Fassungsvermögen und in der Kabine unter dem Pilotensitz befand sich ein 95-Liter-Öltank (25 US-Gallonen).
Das Flugzeug war orange. Auf die Seiten der Maschine waren die Namen von Sponsoren aufgemalt. Die Flieger tauften das Flugzeug auf den Namen Lituanica (lat.: die Litauische).

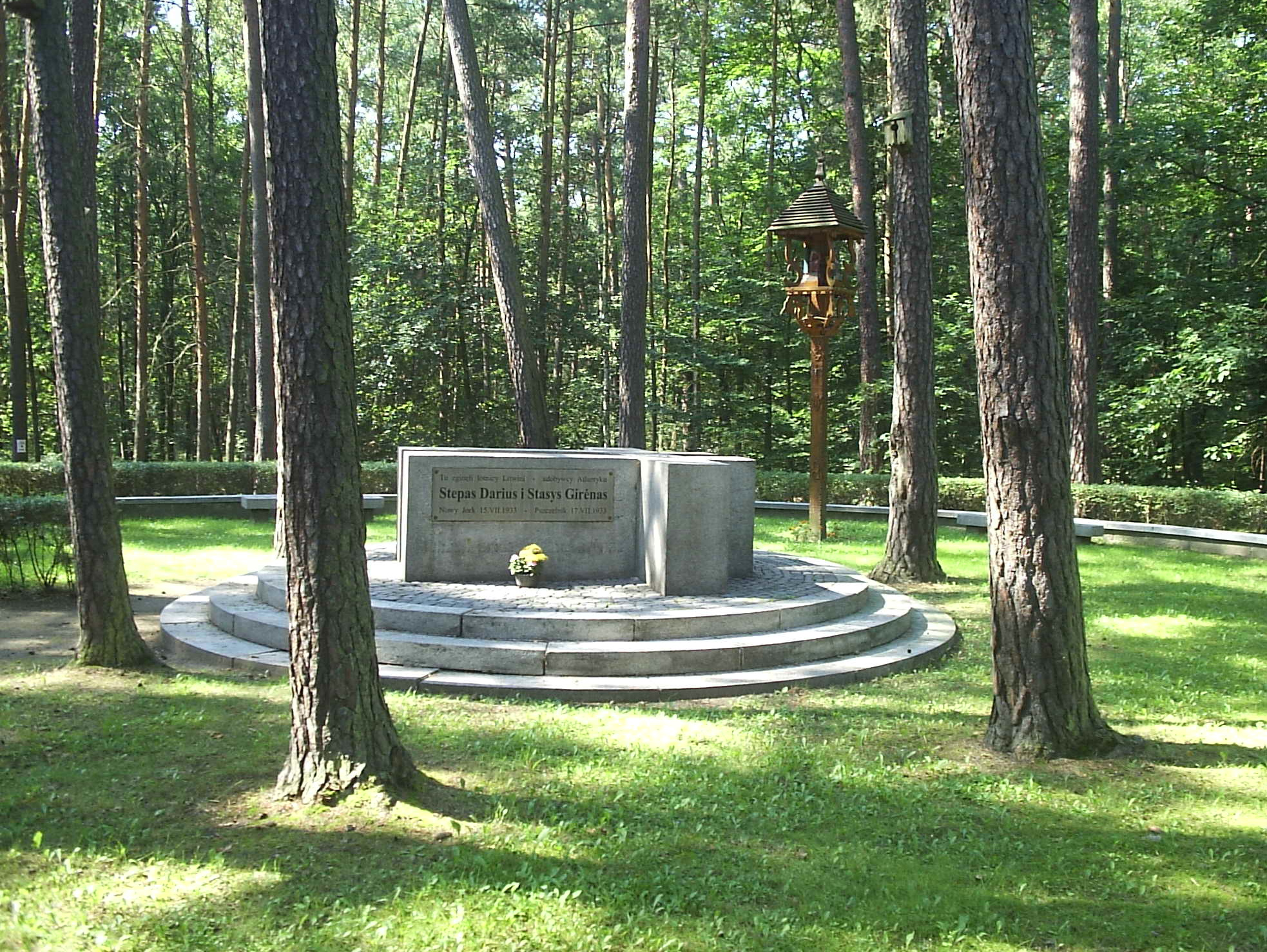
Das Denkmal in Pszczelnik (Kuhdamm) – 1936

Man plante von New York–Neufundland–Atlantik–Irland–London–Amsterdam–Swinemünde–Königsberg mit insgesamt 7.186 Flugkilometern Kaunas zu erreichen. Nachdem die Flieger am 15. Juli 1933 um 6:24 Uhr Ortszeit vom New Yorker Flughafen Floyd Bennett planmäßig gestartet waren, überquerten sie in den folgenden 24 Stunden erfolgreich den Atlantischen Ozean. Wegen ungünstiger Wetterbedingungen über Irland änderten sie dann ihren Kurs nach Norden und erreichten Deutschland über Schottland und die Nordsee. Am 17. Juli um 0:36 Uhr morgens Ortszeit in Kuhdamm nahe Soldin im damaligen Ostbrandenburg (heute Pszczelnik nahe Myślibórz, Polen) stürzten die beiden Flieger ab. Nach 37 Stunden und 11 Minuten waren sie zum Zeitpunkt des Unglücks nur noch 650 Kilometer von ihrem Ziel Kaunas in Litauen entfernt.
Eine litauische Untersuchungskommission konnte die Ursache des Unglücks nicht klären. Es wurde festgestellt, dass die Piloten ausreichend qualifiziert waren und das Flugzeug adäquat ausgerüstet gewesen war. Auch die Vorbereitung des Fluges war mit großer Präzision durchgeführt worden. Man nahm an, dass schwierige Wetterbedingungen oder ein Maschinendefekt zum Absturz führten. Jedoch lief während der Katastrophe der Flugzeugmotor und es gab noch genügend Kraftstoff an Bord.

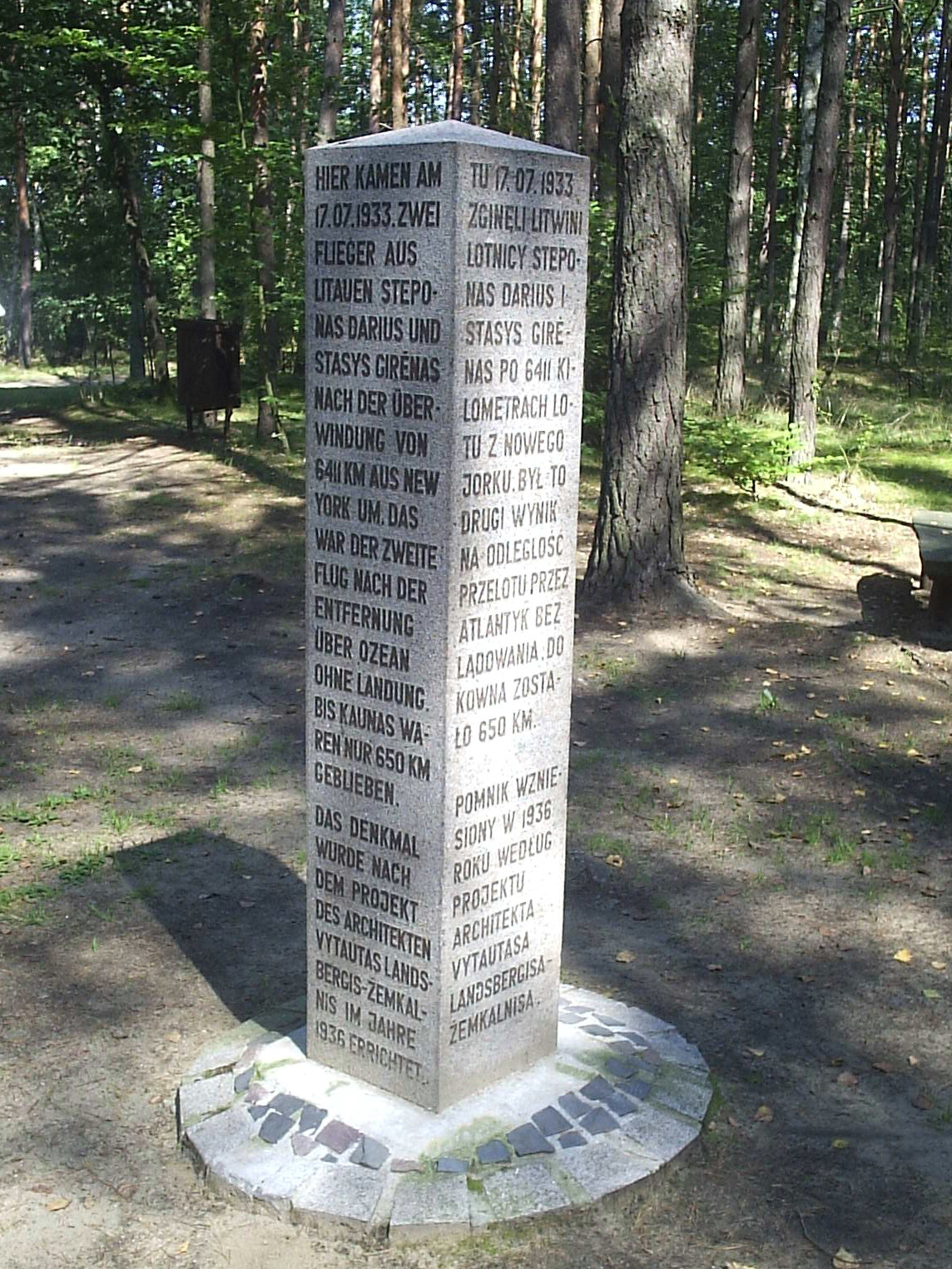
Das Denkmal in Pszczelnik (Kuhdamm) – 1995

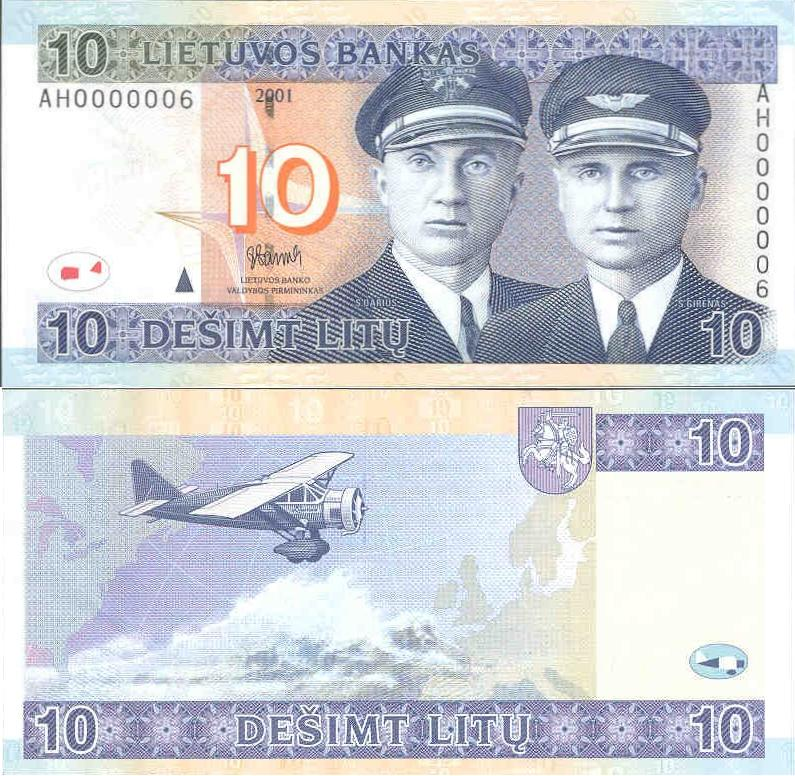
10-Litas-Banknote (2001)

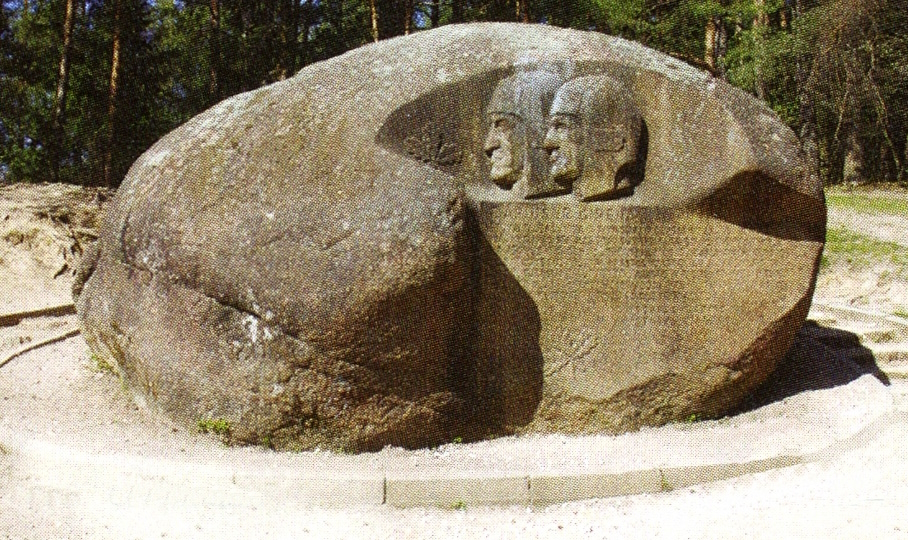
Das Denkmal in Puntukas – 2024

Am 19. Juli überführte ein deutsches Flugzeug die vorübergehend in der Begräbniskapelle St. Gertrauden zu Soldin (Myślibórz) aufgebahrten Särge der Piloten sowie die Trümmer der Lituanica nach Litauen. Der Flug der beiden litauischen Luftfahrtpioniere war in der damaligen, national gesinnten Zeit für die noch junge Republik ein Staatsereignis; groß war die Bestürzung über den Absturz. An dem von staatlicher Seite arrangierten Begräbnis für die beiden Flieger in Kaunas, der damaligen Hauptstadt Litauens, nahmen etwa 60.000 Menschen teil. 1936 entschied die litauische Regierung, in Kaunas ein Mausoleum für die beiden Flieger zu errichten.
Das Flugzeug kann man im Vytautas-Magnus-Militärmuseum in Kaunas besichtigen.
Die Porträts von Darius und Girėnas zierten den 10-Litas-Schein, die Rückseite zeigte ihr Flugzeug. Zum 60. Jahrestag des ersten Transatlantikfluges von New York nach Kuhdamm wurde 1993 eine 10-Litu-Gedenkmünze (Kupfer-Nickel, Auflage 4500 Stück) mit ihren Bildnissen herausgegeben. Auf Litauens zweitgrößtem Findling Puntukas befinden sich seit 1943 die Porträts der beiden Piloten. Es gibt in jeder größeren litauischen Stadt eine 'Dariaus ir Girėno gatvė' (Darius-und-Girenas-Straße); das größte Fußballstadion des Landes in Kaunas ist ihnen zu Ehren benannt worden.